# آش کاچی
آش کاچی یکی از غذاهای سنتی استان همدان است. مواد این آش را بلغور، سیر، عدس و کشک تشکیل می‌دهد.